# Urospora lagidis
Urospora lagidis is een soort in de taxonomische indeling van de Myzozoa, een stam van microscopische parasitaire dieren. Het organisme komt uit het geslacht Urospora en behoort tot de familie Urosporidae. Urospora lagidis werd in 1898 ontdekt door de Saint Joseph.